# هانتلیز پوینت (نیو ساوت ولز)
هانتلیز پوینت (به انگلیسی: Huntleys Point) یک حومه شهر در استرالیا است که در نیو ساوت ولز واقع شده‌است.